# Luis Aponte Martínez
Luis Aponte Martinez (Lajas, 4 agosto 1922 – Hato Rey, 10 aprile 2012) è stato un cardinale e arcivescovo cattolico portoricano.
È stato creato cardinale da papa Paolo VI.

## Biografia
È stato ordinato sacerdote il 10 aprile 1950 dal vescovo James Edward McManus, C.SS.R.
Il santo papa Giovanni XXIII lo ha nominato vescovo ausiliare di Ponce il 23 luglio del 1960. Il cardinale Francis Joseph Spellman ha provveduto alla sua consacrazione episcopale il successivo 12 ottobre.
Dopo essere stato nominato vescovo coadiutore di Ponce il 16 aprile 1963, il 18 novembre dello stesso anno è succeduto alla medesima sede.
È stato arcivescovo dell'arcidiocesi di San Juan dal 4 novembre 1964 al 26 marzo 1999. Durante l'episcopato di Luis Aponte Martínez furono fondate diverse scuole cattoliche, riorganizzate sotto una sopraintendenza diocesana; si diede impulso ai mezzi di comunicazione, fra cui il settimanale El Visitante, le emittenti radiofoniche AM-81 e Radio Oro, e la rete televisiva Canal 13; si diede inizio a un santuario nazionale dedicato alla Vergine della Divina Provvidenza, dichiarata patrona di Porto Rico da papa Paolo VI.
Dal 1966 al 1983 ha presieduto la Conferenza Episcopale Portoricana.
Papa Paolo VI lo ha innalzato alla dignità cardinalizia nel concistoro del 5 marzo 1973. È stato cardinale presbitero di Santa Maria Madre della Provvidenza a Monte Verde. Ha partecipato ai conclavi del 1978 che elessero Giovanni Paolo I e Giovanni Paolo II.
Nel 2011 è balzato agli onori delle cronache per i suoi commenti successivi alla dichiarazione della propria omosessualità da parte del cantante portoricano Ricky Martin.
Nell'ottobre dello stesso anno la sua salute è peggiorata, ed è stato necessario sottoporlo a numerosi ricoveri.
È morto il 10 aprile 2012 a 89 anni a Hato Rey in ospedale dove era ricoverato.
Le esequie si sono tenute il 16 aprile nella cattedrale di San Giovanni Battista a San Juan e sono state presiedute dal cardinale Carlos Amigo Vallejo, arcivescovo emerito di Siviglia e concelebrate dai vescovi portoricani e dall'arcivescovo Józef Wesołowski, delegato apostolico nel paese. La salma è stata poi tumulata nella cattedrale.

## Genealogia episcopale e successione apostolica
La genealogia episcopale è:
- Cardinale Scipione Rebiba
- Cardinale Giulio Antonio Santori
- Cardinale Girolamo Bernerio, O.P.
- Arcivescovo Galeazzo Sanvitale
- Cardinale Ludovico Ludovisi
- Cardinale Luigi Caetani
- Cardinale Ulderico Carpegna
- Cardinale Paluzzo Paluzzi Altieri degli Albertoni
- Papa Benedetto XIII
- Papa Benedetto XIV
- Papa Clemente XIII
- Cardinale Marcantonio Colonna
- Cardinale Giacinto Sigismondo Gerdil, B.
- Cardinale Giulio Maria della Somaglia
- Cardinale Carlo Odescalchi, S.I.
- Cardinale Costantino Patrizi Naro
- Cardinale Lucido Maria Parocchi
- Papa Pio X
- Papa Benedetto XV
- Papa Pio XII
- Cardinale Francis Joseph Spellman
- Cardinale Luis Aponte Martínez

La successione apostolica è:
- Vescovo Miguel Rodriguez Rodriguez, C.SS.R. (1974)
- Vescovo Ulises Aurelio Casiano Vargas (1976)
- Vescovo Enrique Manuel Hernández Rivera (1979)
- Vescovo Héctor Manuel Rivera Pérez (1979)
- Vescovo Hermín Negrón Santana (1981)
- Vescovo Ruben Antonio González Medina, C.M.F. (2001)